# 28607 Jiayipeng
28607 Jiayipeng è un asteroide della fascia principale. Scoperto nel 2000, presenta un'orbita caratterizzata da un semiasse maggiore pari a 2,2411913 au e da un'eccentricità di 0,1331036, inclinata di 4,49639° rispetto all'eclittica.
L'asteroide è dedicato alla studentessa statunitense Jiayi Peng.